# Криуша (Арзамасский район)
Криу́ша — село в Арзамасском районе Нижегородской области. Входит в состав Ломовского сельсовета.
Село располагается на левом берегу реки Серёжи на трассе P158 в 22,5 км к северу от Арзамаса.
В селе расположено отделение Почты России (индекс 607202).

## Население
| 1999 | 2002 | 2010 |
| ---- | ---- | ---- |
| 287  | ↘237 | ↘148 |